# Izabela od Villehardouina
Izabela od Villehardouina (fra. Isabelle de Villehardouin, grč. Ισαβέλλα Βιλλεαρδουίνη; 1260./1263. – 23. siječnja 1312.) bila je grčka plemkinja, princeza ili kneginja Ahaje 1289. – 1307.
Bila je kći Vilima II. od Ahaje i njegove treće žene, gospe Ane Komnene Duke (Agneza), koja je bila kći despota Epira, Mihaela II. Komnena Duke i njegove supruge, svete Teodore.
Oko godine 1266. Izabela je zaručena za bizantskog princa Andronika, ali do braka nikad nije došlo; Andronik, sin cara Mihaela VIII., postao je poslije car Bizanta.
28. svibnja 1271. gospa Izabela se udala po prvi put, za Filipa Sicilskog (Filip d’Anjou), koji je postao 1274. kralj Soluna. Umro je 1. siječnja 1277. godine. Izabela je neko vrijeme ostala na napuljskom dvoru; njezin prvi muž bio je princ Napulja.
10. srpnja 1289. Izabela je postala gospa Karitene. 16. rujna iste godine Izabela se udala za Florenta od Hainauta. Njihova je kći bila kneginja Matilda, žena Guya II. od Atene. Florent i Izabela zajedno su vladali Ahajom.
Nakon smrti Florenta, Izabela se udala za Filipa I. od Piémonta u Rimu, 12. veljače 1301., koji je brakom postao knez Ahaje Toma. On je znatno podigao poreze te su se grčki seljaci pobunili. Izabela se potom odvojila od muža te je otišla u Hainaut; s posljednjim je suprugom bila majka Marije, Margarete i Alise. Njezina je kći Matilda poslije postala princezom Ahaje.
Čak i nakon što su Filip i Izabela otišli iz Grčke, Venecija im je i dalje priznavala titule kneza i kneginje.